# Ernest-Ghislain Graff
Ernest-Ghislain Graff, belgijski general, * 21. junij 1882, † 1976.